# Steven Caldwell (fodboldspiller)
 For alternative betydninger, se Steven Caldwell. (Se også artikler, som begynder med Steven Caldwell)
Steven Caldwell (født 12. september 1980) i Stirling, Skotland, er en skotsk tidligere fodboldspiller.
Caldwell spillede gennem karrieren for blandt andet Newcastle, Burnley og Birmingham i England, og nåede desuden 12 kampe for det skotske landshold.